# ArianeGroup
Pour les articles homonymes, voir ASL.
ArianeGroup, anciennement Airbus Safran Launchers (ASL), est une coentreprise créée en 2015 et détenue à parts égales par Airbus et Safran pour notamment développer les lanceurs Ariane 6 et le missile balistique M51. La société est chargée du développement et de l’intégration des lanceurs. Elle a plusieurs filiales dont Arianespace qui est chargée de la commercialisation.

## Historique

### Les lanceurs chez Aérospatiale puis EADS
La Société d'étude et de réalisation d'engins balistiques (SEREB) est créée en 1959 lors du début du programme spatial français. Les premiers engins y sont conçus avec les organismes publics et les industriels, jusqu’au premier vol de la fusée Diamant en 1965. Les premiers missiles balistiques M1 et S2 sont développés à la même époque et avec les mêmes technologies. En 1971, l’Aérospatiale reprend les activités de la SEREB, de Nord-Aviation et Sud- Aviation. Les projets civils sont ensuite réalisés en collaboration européenne avec les programmes Europa rapidement abandonné, Ariane très fructueux et la navette Hermès abandonnée aussi.
Aerospatiale Lanceurs Stratégiques et Spatiaux est créé en 1999 avant de devenir Aerospatiale-Matra Lanceurs Stratégiques et Spatiaux puis, EADS Launch Vehicles lors de la création du groupe européen en 2000, puis EADS Space Transportation en 2003 (après la fusion avec Astrium Space Infrastructure anciennement ERNO) et Astrium Space Transportation en 2006 (Astrium devenant le nom de l’ensemble de la division spatiale du groupe : lanceurs, satellites et services). En plus des lanceurs, les programmes Véhicule automatique de transfert européen et Columbus y sont développés, ainsi que le Spaceplane et le missile balistique M51.
Astrium Space Transportation compte près de 4 000 employés. Puis lors de la création d’Airbus Defence and Space en 2014, la division Space Systems reprend les activités satellites, et brièvement, les lanceurs.

### Les moteurs spatiaux chez SEP puis SNECMA

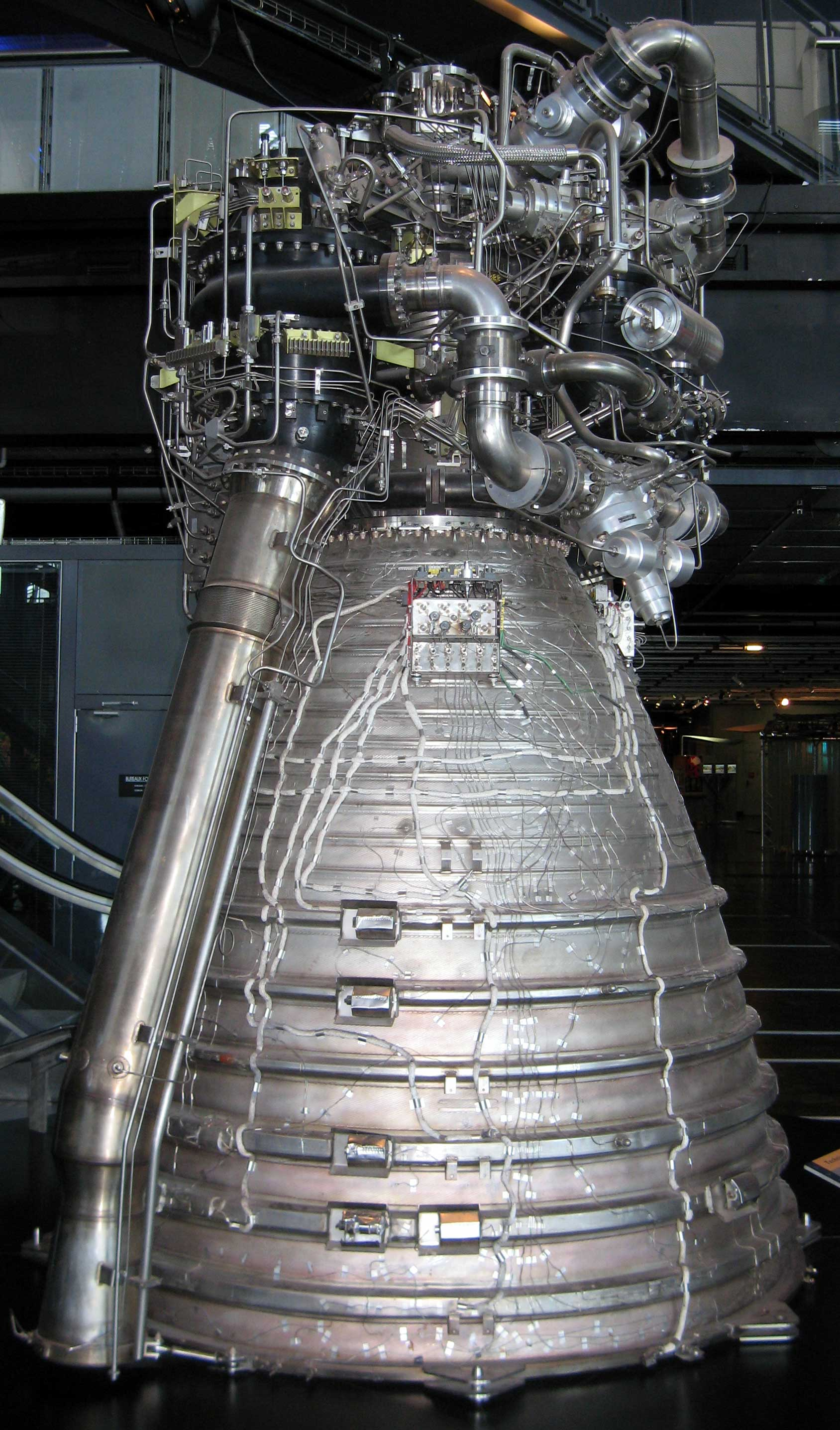
Moteur Vulcain fabriqué par Safran.

Les propulseurs à liquides ont été développés au Laboratoire de recherches balistiques et aérodynamiques à Vernon à partir de 1946. L’activité est reprise par la Société européenne de propulsion (SEP) en 1971 lors du début du programme Ariane, elle-même intégrée en 1997 dans Société nationale d'étude et de construction de moteurs d'aviation (SNECMA).
L’activité moteurs à propergols solides devient Snecma Propulsion Solide, puis, après fusion avec SNPE Matériaux Énergétiques en 2012, Herakles.

### Airbus Safran Launchers puis ArianeGroup
À la fin de l'année 2014, les groupes industriels Airbus et Safran annoncent la création de la coentreprise franco-allemande Airbus Safran Launchers (ASL) détenue à parts égales (50-50),. Airbus Safran Launchers a d’abord un périmètre réduit jusqu’à sa finalisation juridique le 1er juillet 2016 où elle est devenue pleinement opérationnelle et dont l'objectif prioritaire est la future « génération de lanceurs Ariane 6 ». En juillet 2016, la commission européenne donne son accord à l'acquisition par Airbus Safran Launchers des parts du Centre national d'études spatiales (CNES) dans Arianespace, ce qui revient à une privatisation d’Ariane,. L’accord a été donné après l’engagement d’Arianespace de ne pas défavoriser Vega, qui pourrait être en concurrence avec Ariane.
D’autres études sont menées comme le micro-lanceur spatial « Sparrow » (rapidement abandonné) et le moteur réutilisable Prometheus. En mars 2017, après le rachat des 34,68 % de participation du CNES par Airbus Safran Launchers, Stéphane Israël, président d’Arianespace SAS et directeur général d’Arianespace Participation, entre au comité exécutif d’Airbus Safran Launchers en tant que directeur des programmes de lanceurs civils. Une nouvelle usine est inaugurée au site des Mureaux pour la construction d’Ariane 6. Le 1er juillet 2017, la société est rebaptisée ArianeGroup.
En novembre 2018, ArianeGroup annonce un plan de réduction de 2 300 emplois de 2019 à 2022, soit environ 25% de ses effectifs, par gel des embauches et non remplacement des départs naturels. Les raisons invoquées sont la concurrence de SpaceX, le temps mis pour décider du remplacement d'Ariane 5, l'approche de la fin du développement d'Ariane 6, la contraction du marché des satellites géostationnaires, et l'absence de préférence européenne pour les lancements de satellites des pays de l'Union. La société avait pourtant recruté 1 500 personnes depuis sa création en 2016.
En 2023, l'entreprise est déficitaire, affichant une perte nette de 19 millions d’euros.
Retardé de quatre ans , le premier tir de la fusée Ariane 6 a lieu le 9 juillet 2024.

## Produits
Les produits d’ArianeGroup sont les lanceurs Ariane 5 et Ariane 6, le missile balistique M51 ainsi que des produits et équipements pour d'autres lanceurs, satellites, et véhicules spatiaux .

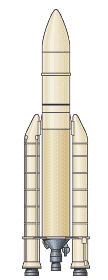
Ariane 5
Ariane 62 et 64
Missiles M45 et M51 dans des coques de SNLE (type Redoutable, à gauche) et de SNLE-NG (type Triomphant, à droite).

## Sites
| \| Le Haillan St-Médard-en-Jalles Les Mureaux Brest Toulouse Vert-le-Petit Vernon \| Localisation des sites en France métropolitaine |
| Le Haillan St-Médard-en-Jalles Les Mureaux Brest Toulouse Vert-le-Petit Vernon                                                       |

Les centres d'études et d'assemblage sont répartis sur les sites suivants :

### France
- Le site des Mureaux (Yvelines) (anciennement Ateliers de construction du Nord de la France et des Mureaux, Société nationale des constructions aéronautiques du Nord, puis Nord-Aviation, Aérospatiale et EADS) assure la maîtrise d’œuvre des grands programmes spatiaux et militaires. Il est responsable de l'intégration des étages principaux d'Ariane 5. Il produit les grandes structures métalliques des lanceurs, les systèmes pyrotechniques et fluidiques et les structures composites.
- L'établissement de Vernon dans l'Eure (anciennement Société Européenne de Propulsion, puis Division Moteurs Spatiaux de SNECMA) développe, produit et teste les systèmes de propulsion à ergols liquides. Ce sont principalement les moteurs Vulcain (Ariane 5 et Ariane 6), HM7B (Ariane 5) et Vinci (Ariane 6). Il dispose d'un site d'essais d'une superficie de 116 hectares qui comprend trois bancs d'essais des moteurs cryotechniques.
- Saint-Médard-en-Jalles (Gironde)
  - Le site de Saint-Médard Centre (anciennement SNPE) assure le chargement en propergol solide des missiles balistiques M51. Il produit également le perchlorate d'ammonium utilisé par les propulseurs d'appoint des fusées Ariane 5 et Ariane 6. Il fabrique également des générateurs de gaz utilisés par les automobiles. Le site est également chargé du démantèlement des missiles arrivés en fin de vie[26].
  - L'établissement de Saint-Médard Issac (anciennement SEREB, puis Aérospatiale et EADS) développe et intègre les étages à propergol solide des lanceurs civils et des missiles de la société. Le site produit des réservoirs à haute pression pour les lanceurs et les satellites, les protections thermiques et câblages des lanceurs et des missiles. Il développe également les boucliers thermiques notamment ceux du programme ExoMars.
- L'établissement du Haillan (anciennement SEPR, puis division Propulsion à poudre de la SEP puis Safran Herakles) conçoit et produit les moteurs à propergol solide des lanceurs et missiles d'Arianegroup. Son expertise porte sur la production de matériaux composites haute température.
- Le site de Toulouse (usine SEVESO seuil haut ArianeGroup, ex-SNPE) produit le perchlorate d'ammonium qui est le principal constituant du propergol solide des propulseurs d'appoint des fusées Ariane. L'établissement est également un spécialiste des ergols hypergoliques de l'étage EPS.
- Le centre de recherche du Bouchet implanté à Vert-le-Petit dans l'Essonne (anciennement SNPE puis Safran). Il est spécialisé dans le domaine des matériaux énergétiques : caractérisation des molécules et matériaux sur le plan physico-chimique, thermique et mécanique, caractérisation de leur comportement pyrotechnique, ainsi que fonctionnement balistique et détonique des matériaux.
- Le détachement situé à l'île Longue (Brest), base de la Marine nationale française, assure la préparation finale des missiles M51 pour SNLE avant leur embarquement ainsi que la maintenance.
- L'établissement de Kourou installé sur le site de la base de lancement est responsable de l'intégration finale d'Ariane 5 et fournit des activités de support pour les lanceurs Vega et Soyouz. Il est également responsable du laboratoire de chimie.

### Allemagne
- L'établissement de Brême (Allemagne du nord) développe l'étage supérieur des lanceurs Ariane ainsi que la case à équipements. Il est responsable de la conception et de la fabrication de l'étage supérieur d'Ariane 6. Il fabrique des réservoirs métalliques pour les systèmes propulsifs utilisés en orbite.
- Le site d'Ottobrunn (Bavière) développe et produit les chambres de combustion des moteurs-fusées notamment celles des moteurs Vulcain et Vinci ainsi que les valves cryogéniques des deux étages des fusées Ariane.
- Le site de Trauen (près de Faßberg en Basse-Saxe) produit l'hydrazine utilisée comme ergol par les satellites et les générateurs de gaz.
- Le site de Lampoldshausen (Bade-Wurtemberg) est le centre d'expertise européen pour le développement et la production des systèmes de propulsion des satellites. Il produit des systèmes propulsifs chimiques et électriques et des composants des systèmes de contrôle d'attitude.

## Filiales
Les filiales et participations d’ArianeGroup se répartissent entre trois types d'activité :

### Lanceurs
- Aerospace Propulsion Products (APP) (participation de 100 %), est une société hollandaise leader européen des allumeurs et des démarreurs des moteurs-fusées à ergols liquides et à propergol solide.  La société produit également des générateurs de gaz et des extincteurs. Elle emploie plus de 50 personnes (2019).
- Regulus (participation de 40 %, Avio 60%) réalise le chargement en propergol solide des propulseurs d'appoint des lanceurs Ariane 5 et Ariane 6 ainsi que du premier étage du lanceur Vega-C. La société franco-italienne emploie environ 100 personnes sur le site de Kourou (2019).
- Eurocryospace (participation de 45 %, Air liquide 55%) réalise les réservoirs d'oxygène liquide et d'hydrogène liquide de l'étage principal du lanceur Ariane 5 ainsi que le réservoir d'hydrogène liquide de l'étage supérieur. Cette société française installée aux Mureaux emploie environ 140 personnes (2019).
- Europropulsion (participation de 50 %, Avio 50%) est le maître d’œuvre des propulseurs d'appoint des lanceurs Ariane 5 et Ariane 6 ainsi que le premier étage du lanceur Vega-C. La société franco-italienne emploie environ 90 personnes sur le site de Kourou (2019).
- MaiaSpace (participation de 100%), est une filiale française de ArianeGroup développant actuellement le lanceur Maia, un lanceur léger partiellement réutilisable capable de placer une charge utile d'entre 500 et 1000 kilogrammes en orbite basse. Il réutilise les technologies développées dans le cadre des programmes CALLISTO et Themis, dont le moteur Prometheus. L'entreprise vise un premier lancement en 2026[28].

### Satellites et engins spatiaux
- Nucletudes (participation de 99,9 %) est un spécialiste des solutions de durcissement contre les agressions électromagnétiques.  Cette société française emploie environ 70 personnes aux Ulis en banlieue parisienne (2022).
- Pyroalliance (participation de 90 %, Autoliv 10%) développe des équipements pyrotechniques pour l'espace (systèmes de séparation, neutralisation, éjection, déploiement) les domaines militaires (missiles, etc.) et civil.  Cette société française emploie environ 140 personnes aux Mureaux en banlieue parisienne et à Toulon dans le Var (2019).
- Sodern (participation de 90 %, CEA 10%) développe des instruments de contrôle d’attitude (viseurs d’étoile), de l’instrumentation scientifique, de l’optique pour l’observation de la Terre, de l’instrumentation et des analyseurs neutroniques pour l’industrie minière et les cimenteries. Cette société française emploie environ 460 personnes à Limeil-Brévannes en banlieue parisienne (2021).

### Services de lancement
- Arianespace (participation de 74 %) commercialise les activités de lancement du groupe par les fusées Ariane 5, Vega et Soyouz décollant depuis la base de lancement de Kourou. Cette société française emploie environ 320 personnes à Évry-Courcouronnes en banlieue parisienne (2019).
- Starsem (participation de 50 %) commercialise l'activité de lancement des fusées Soyouz depuis le cosmodrome de Baïkonour. Cette société franco-russe emploie environ 10 personnes et a son siège à Évry-Courcouronnes en banlieue parisienne (2019).

## Direction
| Identité             | Période          | Période          |
| Identité             | Début            | Fin              |
| -------------------- | ---------------- | ---------------- |
| Alain Charmeau       | mars 2015        | 31 décembre 2018 |
| André-Hubert Roussel | 1er janvier 2019 | 4 avril 2023     |
| Martin Sion,         | 4 avril 2023     | En cours         |

## Communication
Pour l'année 2017, ArianeGroup déclare à la Haute Autorité pour la transparence de la vie publique exercer des activités de lobbying en France pour un montant qui n'excède pas 200 000 euros.